# 仙台市立沖野東小学校
仙台市立沖野東小学校（せんだいしりつ おきのひがししょうがっこう）は、宮城県仙台市若林区沖野字高野南にある公立小学校である。

## 沿革
- 1983年（昭和58年）4月1日 - 沖野小学校より分離開校[1]

## 学区
- 沖野字、沖野6丁目の一部と7丁目、上飯田字天神、上飯田1丁目と2丁目の一部、[2]

## 卒業後
- 沖野中学校へ進学する者が大半であるが、現在では近隣の六郷中学校にも進学できるようになっている。また、公立中高一貫校への進学実績もある[2]。